# Poppone (patriarca di Aquileia)
Poppone, citato anche come Poppo o Popone e in un solo caso come Wolfgang, (tra la fine del X e l'inizio dell'XI secolo – 28 settembre 1042) è stato un patriarca cattolico tedesco, ricordato come uno dei più importanti patriarchi di Aquileia.

## Biografia

### Famiglia
Secondo la tradizione, sarebbe stato membro dei conti di Treffen, dal nome di un castello nei pressi di Villaco, tuttavia gli studiosi moderni, a partire da Pio Paschini, lo ritengono di probabile origine bavarese; secondo Heinz Dopsch sarebbe membro della dinastia degli Ottocari di Steyr, località già in Baviera e oggi in Alta Austria.
La confusione sull'esatto luogo di origine è dovuta all'attività di suo padre Oci, citato in un documento del 994 quale comes et missus di re Ottone III, nonché Waltpotus, cioè rappresentante imperiale, in Carinzia. Faceva dunque parte dell'alta aristocrazia del Sacro Romano Impero ed è attestato anche in Baviera, Stiria e nel Regno d'Italia. Sua madre si chiamava Irenburg ed ebbe almeno un fratello, Ocino, ricordato come conte di Cordenons in Friuli e di Zeidelgau in Baviera.
I genitori avevano fondato il monastero di Ossiach, che venne riscattato da Poppone nel 1028. Da questo momento e per circa due secoli il cenobio fu ricompreso nei domini del patriarcato di Aquileia.

### Affermazione
Probabilmente era il figlio minore, pertanto fu avviato alla carriera ecclesiastica. Divenne patriarca di Aquileia verso la fine del 1019, quindi in giovanissima età, favorito dall'imperatore Enrico II di cui era, forse, parente: sappiamo infatti che Meinwerk, vescovo di Paderborn in quel periodo, era sia nipote del sovrano, sia consanguineo di Poppone.
Sin dai primi tempi si dimostrò un fedelissimo di Enrico. Nel 1020 fu con papa Benedetto VIII a Bamberga dove celebrò la Pasqua; in quell'occasione il sovrano concesse alla sua Chiesa importanti privilegi, equiparando il patriarca a un inviato imperiale con poteri giudiziari sui territori a lui soggetti.
Nel 1021-22, alla testa di un contingente, prese parte alla spedizione imperiale in Italia meridionale.
Dopo la morte di Enrico II, riuscì ad intessere legami altrettanto forti con Corrado II.

### Scontro con Grado
Particolare rilevanza ebbe la vicenda del 1024, da inquadrare nell'ambito delle annose dispute tra il patriarcato di Aquileia e quello di Grado attorno alla supremazia ecclesiastica sul Nordest italiano.
Favorito della cacciata dal ducato di Venezia del doge Ottone Orseolo e del patriarca di Grado Orso Orseolo, suo fratello, Poppone raggiunse quest'ultima città con un esercito, presentandosi quale protettore. Diede poi ordine alle sue truppe di devastarla, lasciando che fossero saccheggiate le chiese, profanate le reliquie, massacrati i monaci e stuprate le monache. Verso la fine dello stesso anno, gli Orseolo tornarono a Venezia e Orso convinse papa Giovanni XIX a stigmatizzare le violenze, spingendo Poppone a ritirarsi.
Qualche anno dopo, Corrado II scese in Italia per essere incoronato re e imperatore. Approfittando della presenza del sovrano, Poppone prese parte al concilio di Roma del 1027 e rivendicò la preminenza di Aquileia su Grado, come già ribadito nel concilio di Mantova dell'827. Certamente influenzato dall'imperatore e dall'assenza della controparte gradense, Giovanni XIX accolse la richiesta, incorporando la Chiesa di Grado ad Aquileia. Ciò non bastò a sconfiggere definitivamente la Chiesa di Grado, che negli anni successivi continuò a mantenere pieni poteri.

### Riforma di Aquileia
In un'epoca in cui il papa e la Curia romana non avevano ancora assunto la guida della riforma della Chiesa (come succederà di lì a poco con la lotta per le investiture), Poppone lavorò all'affermazione della sua sede di propria iniziativa, difendendone e accrescendone il potere temporale - anche con le armi - e operando rinnovamenti a livello spirituale.
Nel 1027 era a Verona dove ricevette dall'imperatore la conferma delle immunità giudiziarie della sua Chiesa (già concesse da vari sovrani a partire da Carlo Magno), tutelandola così dalle rivendicazioni di Adalberone, duca di Carinzia, marchese di Verona e margravio di Stiria. Nel 1028 ebbe dallo stesso la facoltà di battere moneta e una donazione che estendeva l'esercizio dei diritti imperiali sul Basso Friuli dall'Isonzo al Livenza; nel 1034 vi furono aggiunti anche i territori dal Livenza al Piave. Queste concessioni, che scalfivano gli interessi veneziani, avevano forse lo scopo di compensare l'impossibilità per Aquileia di imporre la propria supremazia su Grado e furono fondamentali nel processo di definizione del potere signorile dei patriarchi.
Tra i segni tuttora evidenti dell'operosità di Poppone e della sua stretta collaborazione con l'imperatore, si ricorda la basilica di Aquileia, da lui restaurata e consacrata nel 1031: negli affreschi che ornano l'abside è rappresentato lo stesso patriarca (con il nimbo quadrato dei fondatori) e i membri della famiglia imperiale. Anche sull'unico denaro da lui coniato che ci è pervenuto è raffigurato il volto di Corrado II.
In occasione del restauro della cattedrale, fu insediato un Capitolo di cinquanta canonici riccamente dotato. Fu attento anche alla riforma della vita claustrale, favorendo il monastero femminile di Santa Maria di Aquileia (che alcuni ritengono da lui stesso fondato o rifondato) e il già citato monastero di Ossiach.

### Ultimi anni
L'ultima fase del suo governo è meno nota, forse perché la sua attività subì un rallentamento o una stabilizzazione.
Nell'inverno del 1037 ebbe un breve contrasto con Corrado II, dopo che Poppone aveva consentito la fuga dell'arcivescovo di Milano Ariberto da Intimiano, arrestato dal sovrano e affidato proprio al patriarca e al duca di Carinzia.
Con Enrico III, succeduto a Corrado nel 1039, ebbe rapporti più distanti. Come era consuetudine, Poppone raggiunse il sovrano appena insediato e ottenne da questi la conferma dei vari privilegi e una donazione territoriale in Carniola (1040).
Nel 1042 tentò un secondo attacco a Grado, ma morì improvvisamente il 28 settembre di quell'anno. Il periodo successivo vide una ripresa della sede gradense, grazie alle concessioni di papa Benedetto IX (1044) e di papa Leone IX (che le assegnò il titolo di "Nova Aquileia") e allo stesso Enrico III, che perseguì una politica distensiva con Venezia.
Inumato nella basilica di Aquileia, la sua sepoltura è sopravvissuta sino ai nostri giorni. Vi è apposta un'epigrafe funebre, certamente riscritta e ampliata in epoca più tarda, ma che conserva un tono fortemente elogiativo, a testimoniare che, anche nei secoli successivi, le imprese del patriarca fossero ancora celebri.